# Народне заштитне јединице
Народне заштитне јединице (курд. Yekîneyên Parastina Gel, YPG) је назив за војне снаге Западног Курдистана у Сирији. Народне заштитне јединице као задатак имају борбу против било које групе која би покушала да преузме контролу над подручјем Западног Курдистана. 
Групација из које су касније настале Народне заштитне јединице основана је након сукоба у граду Камишли 2004. године, али није била активна све до грађанског рата у Сирији. 2012. године, Народне заштитне јединице су стављене под команду Курдског врховног комитета. Ове јединице сачињавају мушкарци и жене из претежно курдских делова северне Сирије, мада у њима има и припадника других етничких група - Арапа, Асираца, итд. Народне заштитне јединице сматрају себе демократском народном армијом, чији се официри бирају на унутрашњим изборима.
У лето 2012. Народне заштитне јединице су преузеле контролу над деловима северне Сирије. До децембра 2012. имале су 8 бригада. Након формирања Исламске Државе 2014. године, почели су сукоби између следбеника ове државе и Народних заштитних јединица. Ови сукоби су кулминирали у бици за град Кобани, у којој су припадници Народних заштитних јединица однели победу. У борби против Исламске Државе, Народне заштитне јединице су војно сарађивале са Асадовим режимом, Слободном сиријском армијом, курдским пешмергама из Ирачког Курдистана и америчком авијацијом.